# Rectoria de Sant Martí del Clot
La Rectoria de Sant Martí del Clot és una casa de Sant Martí del Clot, al municipi de la Vall de Bianya (Garrotxa), inclosa a l'Inventari del Patrimoni Arquitectònic de Catalunya.

## Descripció
L'antiga rectoria de Sant Martí del Clot conserva, a la façana principal, un bonic finestral de pedres tallades que contrasta amb l'aparell utilitzat per bastir els murs i fer les altres obertures. A la finestra hi ha una llinda que diu així: "17 [~]45/ DO [ ] SD". La rectoria de Sant Martí del clot és una senzilla construcció de planta rectangular i teulat a dues aigües amb els vessants vers les façanes principals. Disposa de baixos, planta i pis.
Va ser bastida el segle xviii, moment de construcció de quasi totes les cases rectorals d'aquesta vall que, a la vegada, coincidí també amb el moment d'ampliació i reformes de l'església de Sant Martí.